# Da Juventude e da Velhice, Da Vida e da Morte, Do Fôlego

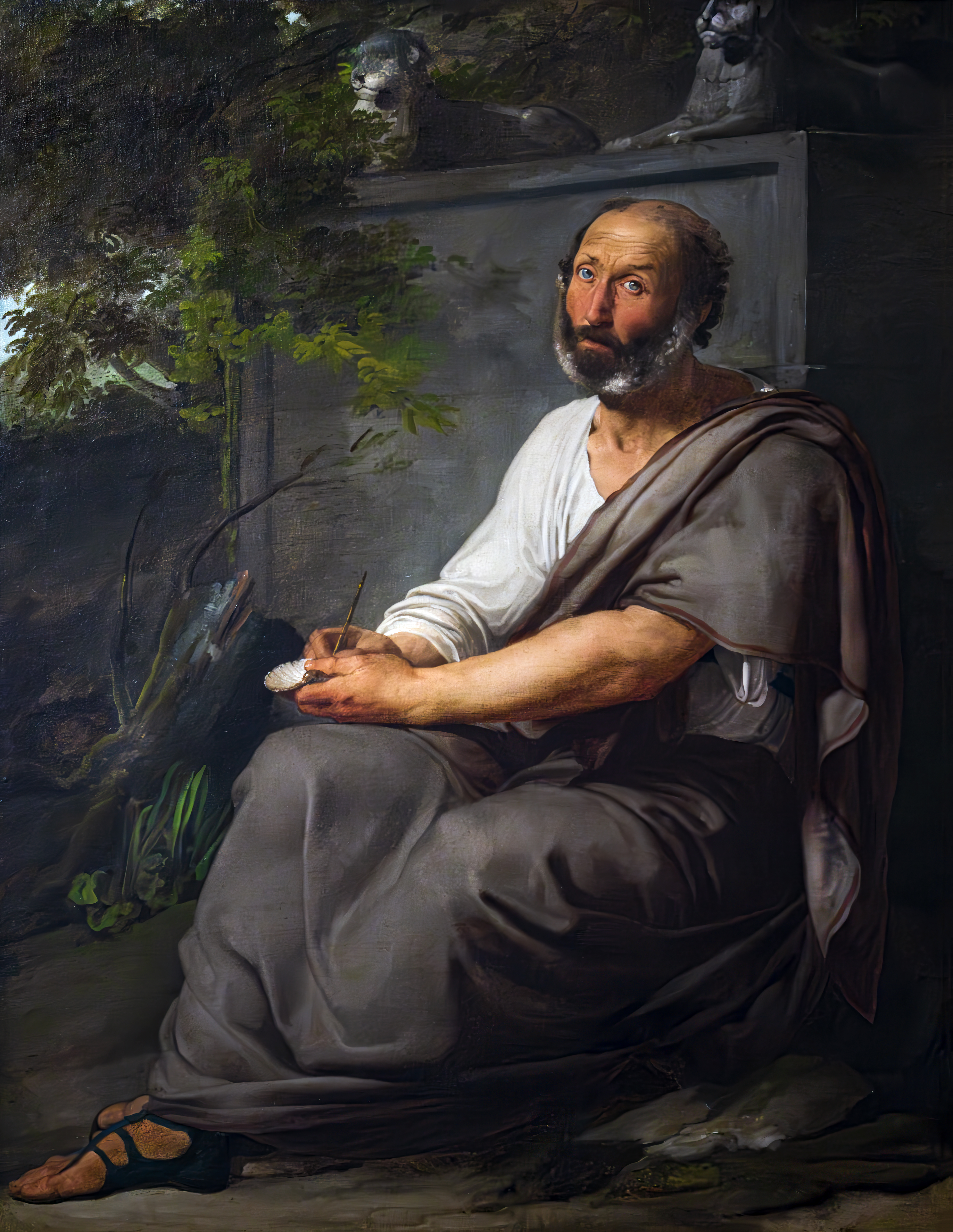
Francesco Hayez

Da Juventude e da Velhice, Da Vida e da Morte, Do Fôlego (em grego, Περὶ νεότητος καὶ γήρως, καὶ ζωῆς καὶ θανάτου, καὶ ἀναπνοῆς; em latim, De Juventute et Senectute, De Vita et Morte, De Respiratione) é um dos tratados breves que constituem a Parva Naturalia de Aristóteles.

## Estrutura e conteúdo

### Posição noParva Naturalia
Comparado aos cinco primeiros tratados do Parva Naturalia, este e Da longevidade e brevidade da vida, enquanto tratam com o fenômeno natural envolvendo corpo e alma, são "mais biológicos que psicológicos". Foram omitidos do comentário sobre o Parva Naturalia feito por Sofonias.

### Título e divisões do tratado
Edições modernas dividem o tratado em vinte e sete capítulos. A edição Bekker dos trabalhos de Aristóteles distinguiu dois trabalhos, De Senectude et Juventude (capítulos 1-6), e De Respiratione (capítulos 7-27, por esta razão citado às vezes como De Respiratione, capítulos 1-21). Contudo, os manuscritos não dão base para tal distinção, e os conteúdos não são corretamente descritos por tais rótulos; juventude e velhice apenas ganham atenção como "parte da explicação da vida como um todo" no capítulo 24. O trabalho pode, ao contrário, ser considerado como um único tratado sobre a vida, a morte e as funções necessárias à vida: nutrição e respiração. O título Da Juventude, da Velhice, Da Vida, da Morte e do Fôlego, utilizado em manuscritos medievais, deriva das palavras de abertura do tratado: "Devemos agora tratar da juventude e da velhice e da vida e da morte. Nós devemos também, ao mesmo temmpo, formular as causas da respiração também, posto que em alguns casos o viver e o não viver dependem disso. Esta sentença explica como a respiração é uma parte do assunto mais geral sobre a vida e a morte. Enquanto De Vita et Morte pode, então, parecer um título mais satisfatório para o trabalho (Ptolomeu Queno se refere ao tratado completo desta forma), juventude e velhice são aspectos importantes do assunto, porque a concepção de Aristótele "não é de uma vida constante e invariável, mas de um círculo natural de desenvolvimento e decadência".

### O coração como órgão primário da alma
Aristóteles começa levantando a questão do lugar da alma no corpo ("Enquanto é claro que a realidade essencial da alma não pode ser corpórea, ainda assim, ela deve manifestamente existir em alguma parte do corpo que deve ser aquela que tem o controle dos membros") e chega à resposta do coração como órgão primário da alma, e o órgão central da nutrição e sensação (com que os órgãos dos cinco sentidos se comunicam). O motivo desta "decepcionante característica da fisiologia Aristotélica" é matéria de conjecturas; a importância do cérebro havia sido sugerida antes de Aristóteles por Alcmeão de Crotona (baseado "no fato de que os órgãos finais de cheiro e visão estavam ligados ao cérebro", com que Aristóteles estava familiarizado) e havia sido aceita por Diógenes de Apolônia, Demócrito de Abdera e Platão.

### Coração, pulmões e respiração
As observações de Aristóteles sobre o coração dá uma das indicações mais claras de que ele era familiriaziado com as teorias médicas de algumas partes dos Tratados hipocráticos. Entre outras dívidas, "sua comparação do sistema pulmão-coração a um fole duplo (capítulo 26, 480a20-23) é claramente emprestada do tratado mais breve 'De Victu'". Isto é, o coração ("substância quente" em animais) está dentro dos pulmões ("o órgão primário de resfriamento", função também realizada pelas guelras); o coração expande sob a influência do calor, forçando os pulmões a expandir sob a mesma influência, causando inalação, e esta introdução de ar frio de fora causa contração e exalação. Neste processo contínuo, "respiração e vida são inseparáveis".

### O ciclo da vida
O capítulo vinte e quatro dá várias definições que resumem a teoria de Aristóteles:
| geração (nascimento)         | a participação inicial da alma nutritiva, mediada pela substância quente (em animais, o coração, a que a alma nutritiva está incorporada) |
| vida                         | a manutenção desta participação |
| juventude                    | o período de crescimento do órgão primário de refrigeração (os pulmões)                                                                   |
| o auge da vida               | o tempo entre o crescimento e a decadência do órgão primário de refrigeração                                                              |
| velhice                      | decadência do órgão primário de refrigeração                                                                                              |
| morte violenta ou dissolução | a extinção ou exaustão do calor vital |
| morte natural                | a exaustão do calor devido à passagem do tempo, e ocorrendo ao fim da vida                                                                |
| morte na velhice             | a exaustão devido à inabilidade na parte do órgão, por velhice, de produzir refrigeração                                                  |